# Bona Film Group
Bona Film Group (tiếng Trung: 保利博納電影發行公司), còn được biết đến với tên gọi Tập đoàn điện ảnh Bác Nạp, là một công ty sản xuất và phát hành phim có trụ sở chính đặt tại Bắc Kinh, Trung Quốc. Là một chi nhánh nhỏ thuộc tập đoàn Bảo Lợi, công ty được doanh nhân kiêm nhà sản xuất phim Vu Đông thành lập vào năm 1999, với tiêu chí chủ yếu là sản xuất và phát hành các bộ phim không chỉ đến từ Trung Quốc mà còn ở Hồng Kông. Bona Film Group hiện được xem là một trong những hãng phim nổi tiếng nhất trong nền điện ảnh Trung Quốc. 
Công ty đã sản xuất và cho phát hành những bộ phim luôn nhận được sự ủng hộ và đón nhận nhiệt tình từ khán giả, những bộ phim do công ty sản xuất có thể kể đến như Long Hổ Môn, Thần thoại, Thương thành, Thập nguyệt vi thành, Long môn phi giáp, Trùm Hương Cảng, Đảo hoả tuyến, Đại chiến Xích Bích, v.v... Ngoài ra công ty còn hợp tác sản xuất các bộ phim khác với một số công ty tại thị trường Hollywood, điển hình là các bộ phim như Billy Lynn và cuộc chiến nửa đời người, Đường về nhà của cún con, Chuyện ngày xưa ở... Hollywood, hay Trận chiến Midway. 
Với những đóng góp cho ngành công nghiệp điện ảnh không chỉ ở Trung Quốc mà còn phân bố cả Hollywood, hãng phim đã được giới quốc tế đặt biệt danh là "Miramax phiên bản Trung Hoa". 